# Baby Please Don't Stop
Baby Please Don't Stop è un singolo della cantante inglese Emma Bunton, pubblicato nel 2019 ed estratto dal suo quarto album in studio My Happy Place.

## Descrizione
Il brano è stato scritto da Emma Bunton, Patrick Mascall e Paul Barry.

## Tracce
- Download digitale

1. Baby Please Don't Stop – 3:00